# Condado de Valley (Montana)
O Condado de Valley é um dos 56 condados do Estado americano do Montana. A sede do condado é Glasgow, que é também a sua maior cidade. O condado tem uma área de 13 111 km² (dos quais 365 km² estão cobertos por água), uma população de 7675 habitantes, e uma densidade populacional de 0,8 hab/km² (segundo o censo nacional de 2000). O condado foi fundado em 1893.